# Робен, Адриан
Адриан (Адриен) Робен (фр. Adrien Robin; 1804, Руан — не ранее 1855) — французский архитектор, работавший в России.

## Биография
Родился в 1804 году в Руане. Был учеником архитектора Дюфо. Прибыл в Санкт-Петербург, вероятно, не ранее 1835 года, вместе с герцогом Лейхтенбергским или по его приглашению, и первоначально работал исключительно для него. Принял решение остаться в Санкт-Петербурге, и в 1842 году получил от Императорской академии художеств звание неклассного художника архитектуры за проект театра, представленный со сметой, практическими чертежами и рисунками фигур и орнаментов.
В 1845 году Робен построил деревянный флигель во дворе другого выходца из Франции, бронзовых дел мастера Герена, оказавшийся непрочным. Это привело к тяжбе между Робеном и Гереном. Герен подал на архитектора жалобу главноуправляющему путями сообщения и публичными зданиями, который принял решение не только взыскать с архитектора в пользу домовладельца убытки согласно смете — 403 рубля 72 копейки серебром, но и отобрал у него выданный Академией аттестат художника архитектуры, который отправил к санкт-петербургскому обер-полицмейстеру, с разъяснением, что «по оному (аттестату) Робен к производству построек допускаем быть не может».
На основании этого обер-полицмейстер отослал аттестат в Академию, сообщая обо всем происшедшем и прося «сделать на оном (аттестате) надпись, что по оному Робен заниматься постройками не может». Академия художеств (которую с 1843 года возглавлял герцог Лейхтенбергский) ответила на это, что она (т. е. Академия) «один раз удостоив звания художника, не может переменить своего мнения, спустя три или четыре года; что, признав художником архитектуры, а следовательно — и строителем кого бы то ни было, она основывается на убеждении в познаниях его и, как высшее в государстве учреждение для образования художников, не подлежит суду другого ведомства; и, наконец, что несчастные случаи при постройках не всегда происходить могут от вины архитекторов, а часто от невыполнения их распоряжений, потому и следствия о подобных случаях должны бы быть производимы со знанием дела и беспристрастным». При этом аттестат из Академии был возвращен художнику.
Робен продолжал работать в Санкт-Петербурге, выстроил в городе несколько частных домов, а также, предположительно, здание Немецкого клуба около Дворца Лейхтенбергских и Казённый конный завод.
В 1845—1846 годах перестроил под доходный дом С. Поггенполя санкт-петербургскую гостиницу «Наполеон». В дальнейшем это здание было известно как гостиница «Англетер».
В дальнейшем архитектор вернулся во Францию и в 1855 году жил уже в Бельвю, поблизости от Сен-Марселлена.
Дата его смерти неизвестна.